# RBS 1223
RBS 1223, eller RX J1308.8+2127, är en mycket ljussvag neutronstjärna belägen i stjärnbilden Berenikes hår.
Stjärnan har visuell magnitud +28,6 och kräver mycket starka teleskop för att kunna observeras.